# Son of India
Son of India é um filme de romance pré-código americano de 1931, dirigido por Jacques Feyder e estrelado por Ramón Novarro e Madge Evans. O filme é baseado no romance de 1882 Mr. Isaacs escrito por Francis Marion Crawford.

## Elenco
- Ramón Novarro como Karim
- Madge Evans como Janice Darsey
- Conrad Nagel como William Darsey
- Marjorie Rambeau como Sra. Darsey
- C. Aubrey Smith como Dr. Wallace
- Mitchell Lewis como Hamid
- John Miljan como Juggat
- Nigel De Brulier como Rao Rama
- Katherine DeMille como Amah (sem créditos)
- Ann Dvorak como Dançarina (sem créditos)